# Bromure de vinylmagnésium
Le bromure de vinylmagnésium est un composé chimique de formule CH2=CH–MgBr. Cet halogénure organomagnésien est un réactif de Grignard disponible dans le commerce en solution dans le tétrahydrofurane. Il est utilisé notamment pour réaliser des alkylations. La formation d'acide 4-penténoïque (de) CH2=CHCH2CH2COOH à partir de β-propiolactone est un exemple de telles réactions :